# Цешув (Любуське воєводство)
Цешув (пол. Cieszów) — село в Польщі, у гміні Новоґруд-Бобжанський Зеленогурського повіту Любуського воєводства.
Населення — 64 особи (2011).
У 1975-1998 роках село належало до Зеленогурського воєводства.

## Демографія
Демографічна структура станом на 31 березня 2011 року:
|          | Загалом | Допрацездатний вік | Працездатний вік | Постпрацездатний вік |
| -------- | ------- | ------------------ | ---------------- | -------------------- |
| Чоловіки | 32      | 7                  | 20               | 5                    |
| Жінки    | 32      | 9                  | 18               | 5                    |
| Разом    | 64      | 16                 | 38               | 10                   |